# Oblężenie Zawołocza

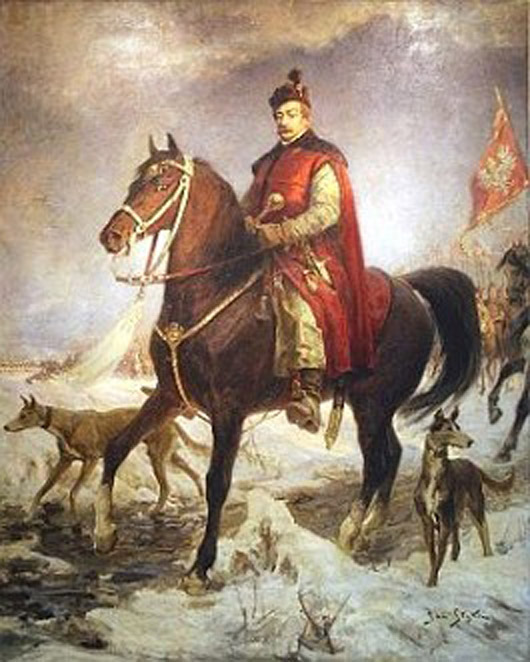
Jan Zamoyski

Oblężenie Zawołocza – oblężenie, które miało miejsce od 5 do 23 października, zakończyło się sukcesem wojska polskiego i przyczyniło się do pełnego sukcesu kampanii 1580 Stefana Batorego.

## Wstęp
Po kapitulacji Wielkich Łuków 6 września Batory postanowił, że wojsko zabezpieczy obszar wokół tej twierdzy, zajmując położone niedaleko jej punkty oporu wojsk Iwana Groźnego. Armia polska rozeszła się w różnych kierunkach, m.in. na Newel, Ozieryszcze i Zawołocze. Zadanie zajęcia ostatniej twierdzy powierzono Janowi Zamoyskiemu (który wcześniej został wysłany pod Newel; na wieść o zdobyciu tej twierdzy król rozkazał Zamoyskiemu skierować się na Zawołocze).
Batory obawiał się o los załogi Wielkich Łuk, której Zawołocze mogło zagrozić. Zawołocze miało również znaczenie komunikacyjne, gdyż stamtąd wychodziły liczne szlaki wodne, a także mogło zagrozić marszowi wojska Rzeczypospolitej w następnym roku na Psków.

## Oblężenie
Twierdza zawołocka posiadała drewniane umocnienia, leżała na wyspie na jeziorze Podsosz (historycy często cytują kronikarskie zdanie, iż zamek „jako kaczka na wodzie siedział”) i była połączona z lądem tylko dzięki jednemu mostowi, przez co jej zdobycie było utrudnione. Posiadała też trzy baszty. Dodatkową okolicznością przeszkadzającą Polakom były jesienne deszcze.
Król Stefan zostawił Janowi Zamoyskiemu instrukcje, które mówiły, że w razie możliwości zdobycia Zawołocza może podjąć się szturmu, w przeciwnym razie ma wycofać się na Litwę.
Drogę na Psków Zamoyski rozkazał zająć Krzysztofowi Rozdrażewskiemu, zaś drogą na Newel wysłano oddział Łukasza Działyńskiego i Mikołaja Urowieckiego, którzy zastali 2 października spalone miasto i zniszczony most, co oznaczało, że trzeba będzie podjąć własną budowę nowego mostu. Pod Zawołocze główne siły przybyły 5 października. Zamoyski w pracach budowlanych zamierzał wykorzystać znajdującą się na jeziorze inną wysepkę, z której można było poprowadzić przeprawy do twierdzy.
Żołnierze rozpoczęli budowę mostu złożonego z przywiązanych do siebie łodzi i tym samym połączenie brzegu z wyspą, na której stała twierdza. Prace toczyły się pod ciągłym ostrzałem obrońców. Pierwszą próbę rozłożenia mostu podjęto 10 października, ale okazała się ona nieudana (zginęło ok. 80 ludzi). W trakcie ataku Rozrażewski (trafiony w prawe oko) poniósł śmierć.
Próbę powtórzono następnego dnia. Tym razem most udało się doprowadzić niemal do samej wyspy i gdy piechurzy węgierscy rozpoczęli atak, Rosjanie odpowiedzieli kontrnatarciem. Do pomocy Węgrom rzucili się Polacy, jednak most nie wytrzymał tego ciężaru i rozpadł się, co w połączeniu z zaciekłą obroną obrońców dało kolejną klęskę atakujących. Padło ponad 200 żołnierzy Zamoyskiego, kilkuset zostało rannych.
Podczas rady wojennej zdecydowana większość oficerów opowiedziała się za kontynuowaniem oblężenia. W tym samym czasie Zamoyski wysłał do króla list z prośbą, by nie odwoływał go spod Zawołocza.
Rozpoczęto jeszcze większe prace oblężnicze (pod kierownictwem Mikołaja Urowieckiego), których celem było wybudowanie dwóch mostów: dla Polaków i dla Węgrów. Tym samym atak byłby kierowany z dwóch stron, a prawdopodobieństwo zerwania się któregoś z mostów byłoby mniejsze. Tymczasem 16 października do armii Jana Saryusza dołączyły oddziały posiłkowe (ok. 1000 Węgrów pod wodzą Stefana Korali i 900 polskiej jazdy). 19 października rozpoczęto regularny ostrzał rosyjskiego punktu oporu.
Dzień ostatecznego szturmu wyznaczono na 23 października. Zamoyski wyjechał przed szeregi zgromadzonych i przygotowanych do walki żołnierzy i wygłosił do nich płomienną mowę. Przygotowania okazały się jednak niepotrzebne. Rosjanie przeczuwali, że wojsko Rzeczypospolitej nie odstąpi, dopóki nie zdobędzie Zawołocza, a sama twierdza nie miała oparcia ani w większych miastach obsadzonych przez wojsko carskie, ani w samej armii Iwana Groźnego, która nie podejmowała działań zmierzających do odsieczy. Załoga poddała się.

## Po bitwie
W zajętej twierdzy armia polska odśpiewała Te Deum. Zwycięstwo uczczono również salwami armatnimi i bogatą ucztą.
Jeńców (z wyjątkiem dowódców twierdzy) wypuszczono bez okupu. Ten wspaniałomyślny czyn nie polepszył jednak opinii kanclerza u wojska, które miało za złe ich wodzowi pozbawienie dochodów z tytułu okupu za wziętych do niewoli. Do pogorszenia swej opinii Zamoyski przyczynił się, gdy pozostawił swą armię (wracającą spod Zawołocza) na drogach będących w bardzo złym stanie, a sam ruszył pospiesznie do Połocka.
Podczas pobytu w twierdzy Zamoyski ustanowił tamtejszym komendantem Jerzego Zibryka.
Gdy w 1581 król polski oglądał umocnienia i usytuowanie zdobytej przed rokiem twierdzy, powiedział:
„By na mnie było przyszło, nie kusiłbym się był”.
Zdobycie Zawołocza było jednym z ostatnich sukcesów wojsk Stefana Batorego w kampanii 1580.